# Falkenberg und Geißberg bei Flörsheim
Falkenberg und Geißberg bei Flörsheim este o arie protejată (arie specială de conservare — SAC, sit de importanță comunitară — SCI) din Germania întinsă pe o suprafață de 95,13 ha, integral pe uscat.

## Localizare
Centrul sitului Falkenberg und Geißberg bei Flörsheim este situat la coordonatele 50°00′30″N 8°23′46″E / 50.0083°N 8.3961°E.

## Înființare
Situl Falkenberg und Geißberg bei Flörsheim a fost declarat sit de importanță comunitară în iunie 2000 pentru a proteja 10 specii de animale. Situl a fost protejat și ca arie specială de conservare în martie 2008.

## Biodiversitate
Situată în ecoregiunea continentală, aria protejată conține 2 habitate naturale: Pajiști uscate seminaturale și facies de acoperire cu tufișuri pe substraturi calcaroase (Festuco-Brometalia) (* situri importante pentru orhidee), Fânețe de joasă altitudine (Alopecurus pratensis, Sanguisorba officinalis).
La baza desemnării sitului se află mai multe specii protejate de  păsări (10): pescăruș albastru (Alcedo atthis), Corvus monedula, ciocănitoare pestriță mică (Dendrocopos minor), sfrâncioc roșiatic (Lanius collurio), sfrâncioc cu cap roșu (Lanius senator), gaia neagră (Milvus migrans), gaia roșie (Milvus milvus), ciocănitoare verzuie (Picus canus), sitar de pădure (Scolopax rusticola), nagâț (Vanellus vanellus).
Pe lângă speciile protejate, pe teritoriul sitului au mai fost identificate 17 specii de plante, 2 specii de păsări, 1 specie de amfibieni, 5 specii de nevertebrate, 2 specii de reptile.